# Saitonia muscus
Saitonia muscus är en spindelart som först beskrevs av Saito 1989.  Saitonia muscus ingår i släktet Saitonia och familjen täckvävarspindlar. Inga underarter finns listade i Catalogue of Life.